# イティハーサ
1. イティハーサ  ：水樹和佳（現：水樹和佳子）の漫画作品。本項で詳述。
2. イティハーサ  ：サンスクリット語で「歴史」を意味する語。ヒンドゥー教で聖典視される史詩をさす。『ラーマーヤナ』『マハーバーラタ』が該当。

『イティハーサ』は、水樹和佳（現：水樹和佳子）による日本のSF漫画/ファンタジー漫画、少女漫画作品。

## 概要
1987年より1997年にかけて集英社刊行の少女漫画雑誌『ぶ〜け』にて不定期連載された。掲載誌の方針が変わったために打ち切られてしまうが、最終巻を描き下ろす形で1999年に作品は完結した。なお『ぶ〜け』は同時期に廃刊となり、集英社からは単行本（豪華版）化とコミックス化された。2000年に早川書房に版権が移り、文庫化されている。
作品は4部構成となっており、以下に分けられる。括弧内は掲載された期間。
- 第一部 神名を持つ國 （1986年5月号 - 1987年8月号）
- 第弍部 神名を持つ者 （1988年6月号 - 1990年6月号）
- 第参部 不二・天音 （1990年10月号 - 1993年10月号）
- 第四部 目に見えぬ神々 （1994年4月号 - 1997年7月号）

ドラマアルバム化も『イティハーサ 水の惑星に生まれて』名でされたが、廃盤のため入手は困難。
星雲賞第31回2000年度コミック部門受賞、手塚治虫文化賞第4回2000年度最終選考（47点）。

## ストーリー
作中は1万2千年前の古代日本を舞台にしており、真言告（言霊）の概念が存在する。
「目に見えぬ神々」を信仰するある村の少年鷹野（たかや）は、ある日捨て子を拾う。赤子は透祜（とおこ）と名付けられ、鷹野の妹として育てられた。7年後、透祜が育った村は目に見える神、威神の徒党に襲われる。生き延びた透祜と鷹野、彼等の兄のような存在の青比古（あおひこ）は目に見える神、亞神（あしん）の信徒に助けられる。威神・亞神は大陸から渡ってきた神々で、威神は人の悪心や残虐さを引き出して暴威をふるい、亞神の信徒たちはそれに対抗していた。亞神一行に加わった鷹野と透祜は武術の腕を磨き、青比古は戦いと世界の真実を追い求める。透祜は戦いの中、自分とうり二つの少女と出会う。それは威神に捕らわれて人を殺しながらも、透祜を生かすために生き続けていた双子の姉妹の夭祜だった（双子はどちらかが死ねば片割れも死ぬと考えられていた）。
目に見えぬ神々、目に見える神（平和を尊ぶ亞神、争いを好む威神）とその信徒の戦い、善と悪の戦いとその超克を描く。
鳥居がワープの門になっていたり、海に沈んだ超古代文明が描かれていたりと、オカルト・スピリチュアルの要素が多く取り入れられている。

## 登場キャラクター

### 人物
透祜（とおこ）
主人公の一人。川から流れてきた捨て子で鷹野に育てられた。巫女の素質がある。威神に囚われた双子の姉妹と殺しあう運命にある。
鷹野（たかや）
主人公の一人。赤子の透祜を拾い、育てる。まっすぐな性格で強い肉体を持つ。巫女の資質がある透祜を威神の手から守るため鍛錬を重ね、強くなる。
青比古（あおひこ）
透祜や鷹野の兄のような存在。物事に捕らわれない冷静で広い視野と深い知識を持つが将来己を失う運命を抱えており、人と距離を置いている。
桂（かつら）
亞神の律尊の戒士。威神の襲撃から生き延びた透祜達を助ける。己を省みず世界の謎を希求する青比古に衝撃を受け、慕うようになる。
一狼太（いちろうた）
亞神の律尊の戒士で、桂を慕っている。元は威神の徒で、那智と呼ばれていた。桂が慕う青比古を、その透徹とした在りようを含めて憎んでいる。
夭祜(よおこ)
透祜の双子の姉妹。威神の戒士。幼いころ誘拐され、悪心を引き出されて育った。人を殺すこと、殺戮に喜びを感じることに苦しんでいる。

### 亞神
目に見える神。善を好み、聖を欲し、平和を望む。
律尊（りつそん）
桂ら戒士を従え、威神と戦っている。亞神と威神の戦いの謎を追い求めている。

### 威神
目に見える神。悪を好み、魔を欲し、破壊を望む。
鬼幽（きゆう）
多くの威神を束ねている首魁（リーダー）。律尊と同じく戦いの謎を追い求めている。

## 既刊情報
オリジナルの版権は集英社であるが、2008年現在は早川書房に権利が移っており、同社刊行の文庫版（ハヤカワ文庫）を容易に手に入れる事が出来る。
単行本（豪華版）全15巻 集英社（1987年3月 - 1999年5月）
1. 1987年3月発行 ISBN 4087821110
2. 1987年4月発行 ISBN 4087821129
3. 1987年10月発行 ISBN 4087821137
4. 1988年12月発行 ISBN 4087821145
5. 1989年10月発行 ISBN 4087821153
6. 1991年10月発行 ISBN 4087821161
7. 1991年12月発行 ISBN 408782117X
8. 1992年12月発行 ISBN 4087821188
9. 1994年4月発行 ISBN 4087821196
10. 1995年9月発行 ISBN 408782120X
11. 1996年5月発行 ISBN 4087821250
12. 1996年6月発行 ISBN 4087821269
13. 1998年1月発行 ISBN 4087821277
14. 1999年5月発行 ISBN 4087820319
15. 1999年5月発行 ISBN 4087820327

ぶ〜けコミックス 全15巻 集英社（1989年10月 - 1999年9月）
1. 1989年10月発行 ISBN 4088601866
2. 1989年10月発行 ISBN 4088601874
3. 1989年11月発行 ISBN 4088601890
4. 1989年10月発行 ISBN 4088601904
5. 1991年7月発行 ISBN 4088602447
6. 1993年3月発行 ISBN 4088602951
7. 1994年7月発行 ISBN 4088603427
8. 1996年2月発行 ISBN 4088603664
9. 1996年8月発行 ISBN 4088603710
10. 1996年9月発行 ISBN 4088603729
11. 1997年5月発行 ISBN 4088603753
12. 1997年11月発行 ISBN 408860377X
13. 1998年9月発行 ISBN 4088603796
14. 1999年9月発行 ISBN 408860380X
15. 1999年9月発行 ISBN 4088603818

ハヤカワ文庫JA 全7巻 早川書房（2000年5月 - 11月）
1. 2000年5月発行 ISBN 4150306397
2. 2000年6月発行 ISBN 4150306419
3. 2000年7月発行 ISBN 4150306435
4. 2000年8月発行 ISBN 4150306451
5. 2000年9月発行 ISBN 415030646X
6. 2000年10月発行 ISBN 4150306494
7. 2000年11月発行 ISBN 4150306516

（全7巻ボックスセット 2003年11月発行 ISBN 487118689X）

## イメージアルバム
「イティハーサ」～水の惑星に生まれて、フューチャーランド、1998年